# MTV Unplugged (Negrita)
MTV Unplugged è il terzo album dal vivo del gruppo musicale italiano Negrita, pubblicato il 26 novembre 2021 dalla Universal Music Group.

## Descrizione
L'album è stato registrato il 31 luglio 2021 all'anfiteatro romano di Arezzo. Precedentemente in Italia a partecipare a MTV Unplugged sono stati Giorgia, Alex Britti e Rkomi. Pau parla così del disco:

## Tracce
1. Il gioco (MTV Unplugged) – 4:23
2. Dannato vivere (MTV Unplugged) – 3:44
3. Non torneranno più (MTV Unplugged) – 3:54
4. Brucerò per te (MTV Unplugged) – 4:52
5. Il libro in una mano, la bomba nell'altra (MTV Unplugged) – 5:00
6. Tuyo (MTV Unplugged) – 1:36
7. Malavida en Bs. As. (MTV Unplugged) – 5:30
8. Che rumore fa la felicità? (MTV Unplugged) – 5:02
9. Cambio (MTV Unplugged) – 3:45
10. Non è per sempre (MTV Unplugged) (feat. Manuel Agnelli) – 4:28
11. Mama maé (MTV Unplugged) – 6:13
12. El diablo (MTV Unplugged) (feat. Piero Pelù) – 5:50
13. Ho imparato a sognare (MTV Unplugged) – 4:40
14. Rotolando verso sud (MTV Unplugged) (feat. Rkomi) – 4:40
15. Gioia infinita (MTV Unplugged) – 5:53

## Formazione
- Pau – voce, chitarra, percussioni
- Drigo – chitarra, cori
- Mac – chitarra
- Giacomo Rossetti – basso, cori
- Guglielmo "Ghando" Ridolfo Gagliano – pianoforte, tastiera, violoncello
- Cristiano Dalla Pellegrina – batteria

## Classifiche
| Classifica (2021) | Posizione massima |
| ----------------- | ----------------- |
| Italia            | 15                |